# Rusiniec
Rusiniec – dawna kolonia w Polsce, w województwie podlaskim, w powiecie łomżyńskim, w gminie Wizna.
1 stycznia 2023 nazwa miejscowości została zniesiona.
W latach 1975–1998 miejscowość należała administracyjnie do województwa łomżyńskiego.